# Ephippiochthonius aguileraorum
Espèce
Synonymes
- Chthonius aguileraorum Carabajal Márquez, Garcia Carrillo & Rodríguez Fernández, 2000

Ephippiochthonius aguileraorum est une espèce de pseudoscorpions de la famille des Chthoniidae.

## Distribution
Cette espèce est endémique d'Andalousie en Espagne. Elle se rencontre dans les grottes Cueva de la Hiedra et VR-9 à Villaluenga del Rosario.

## Description
La femelle holotype mesure 2,75 mm.
Les mâles mesurent de 1,94 à 2,46 mm et les femelles de 2,26 à 2,80 mm.

## Étymologie
Cette espèce est nommée en l'honneur de José et Julio Aguilera du GIEX de Jerez de La Frontera,

## Publication originale
- Carabajal Márquez, Garcia Carrillo & Rodríguez Fernández, 2000 : Descripción de dos nuevas especies de Pseudoscorpiones cavernícolas de la provincia de Cádiz (Arachnida, Pseudoscorpionida, Chthoniidae, Neobisiidae). Graellsia, vol. 56, p. 27-33 (texte intégral).